# CODA Italia
Le Children of Deaf Adults - Italia (CODA Italia) è l'associazione dei figli udenti che sono nati dai genitori nati con la sordità.

## Storia
Fondata il 16 ottobre del 2014 su un gruppo di cinque ragazze che stimolati dalle organizzazioni estere dei CODA, in quel periodo fondarono CODA Italia con lo scopo di sensibilizzare l'opinione pubblica e la conoscenza storica dell'esistenza della comunità sorda e del riconoscimento legislativo della lingua dei segni italiana.

## Organizzazione
La CODA Italia ha un'unica sede nazionale e circa 1.000 soci.

## Soci
- 2015: 1.000

## Presidenti
- Giuseppina Guercio (? - ?)
- Gloria Antognozzi (? - ?)
- Susanna Di Pietra, (? - in carica)